# Fedele Greco
Fedele Greco (Cantalupo, 30 marzo 1930 – Lucca, 7 ottobre 2005) è stato un calciatore e allenatore di calcio italiano, di ruolo centromediano.

## Carriera

### Giocatore
Ha disputato un campionato in Serie A con la maglia della Lucchese (in prestito dal Legnano) e nove con quella del Bologna per complessive 237 presenze e 4 reti in massima serie. Giocatore di affidamento, formò insieme a Ivan Jensen e Axel Pilmark una mediana di prim'ordine nel Bologna, squadra nella quale fu a lungo capitano.
Ha totalizzato inoltre 100 presenze in Serie B, tutte nelle file del Legnano, con cui ha centrato la promozione in massima serie nella stagione 1950-1951.

### Allenatore
Intraprende la carriera di allenatore nella stagione 1962-1963 all'Avellino, subentrando all'esonerato Vincenzo Pulcinella alla tredicesima giornata.